# Gaude, mater Polonia
Gaude Mater Polonia (Regozijai, oh Mãe Polônia), foi provavelmente o mais popular hino medieval polaco, escrito no 13 º-14 º século em memória do Santo Estanislau, bispo da Cracóvia. Usado pelos cavaleiros para cantar vitória, depois de uma batalha.